# Kajetánské divadlo
Kajetánské divadlo byl divadelní prostor v někdejším refektáři v Kajetánském domě kláštera theatinů v Nerudově ulici na Malé Straně, působiště česky hrajícího divadelního ochotnického souboru v letech 1834 až 1837. Zřízeno bylo díky lékárníkovi a divadelnímu nadšenci Janu Dobromilu Arbeiterovi, který jej ve svém domě zařídil, a Josefu Kajetánu Tylovi, jež byl uměleckým vedoucím. Jednalo se o jeden z prvních divadelních souborů v Čechách, kde byla hrána představení v češtině, a zároveň o jedno z prvních českých kamenných divadel. Činnost ukončilo po úředním zákazu roku 1837.

## Historie
První zprávy o divadelních představeních v Praze pocházejí z počátku 19. století[zdroj⁠?!], první ochotnický soubor je doložen roku 1812, jeho členy byli například František Klicpera, Jan Nepomuk Štěpánek či děd divadelníka Pavla Švandy ze Semčic.
Od roku 1826 působil český ochotnický soubor založený mladými pražskými studenty a intelektuály z okruhu časopisu Květy pod režijním vedením Jana Dobromila Arbeitera v bytě jeho domu na Malé Straně.

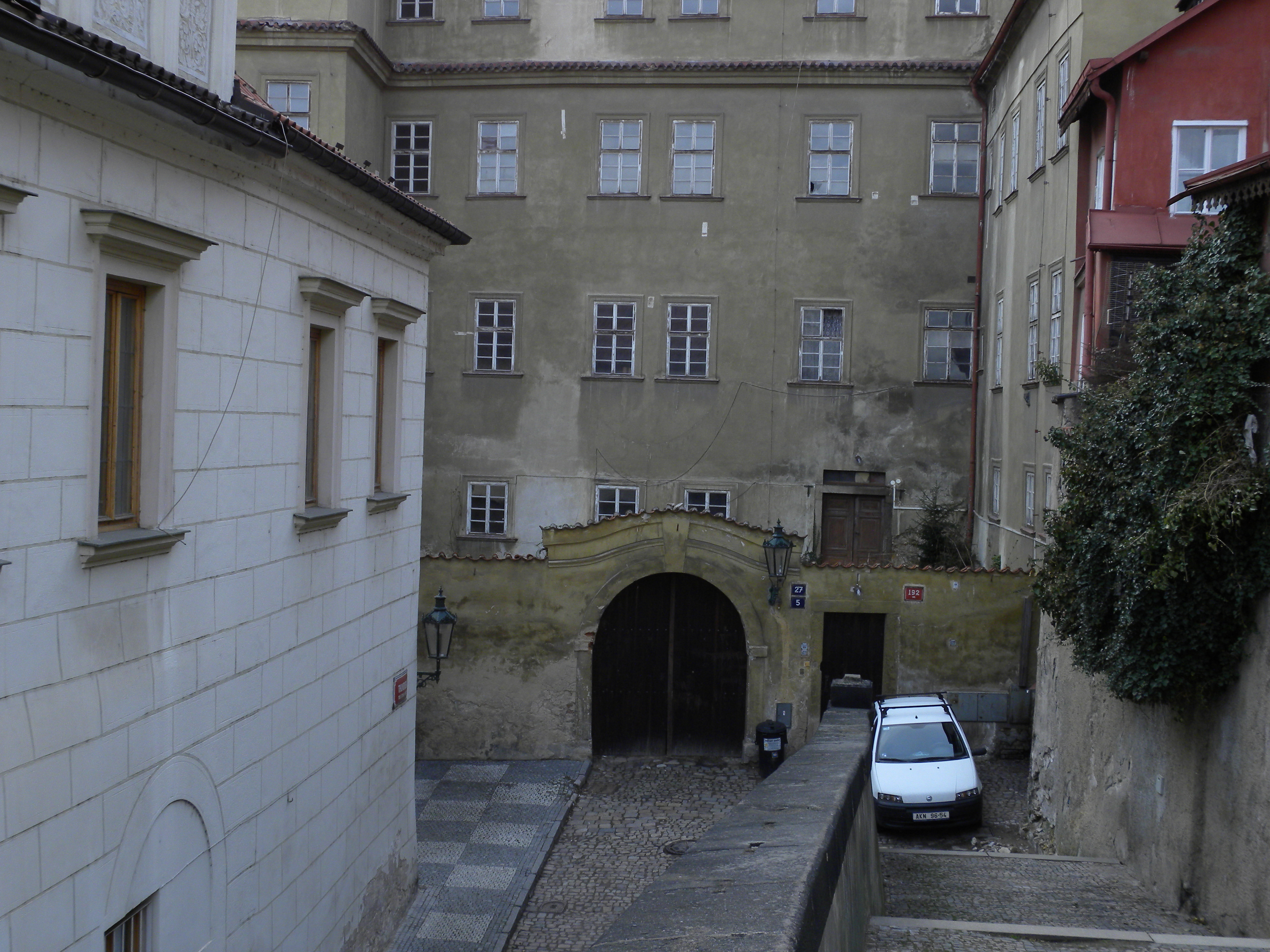
Kajetánský dům, který Jan Dobromil zdědil roku 1829

Na konci roku 1833 pak Arbeiter a Josef Kajetán Tyl, založili Kajetánské divadlo. Soubor zpočátku neměl povinné povolení k hraní v češtině. Jako divadelní prostor byl zřízen refektář někdejšího kláštera theatinů v tzv. Kajetánském domě, který Arbeiter vlastnil od roku 1829. V podlouhlé místnosti bylo vztyčeno nízké dřevěné pódium, sál byl zařízen pro 80 sedících a až 100 stojících diváků. Dramaturgicky bylo zaměřeno na vzdělanější vrstvy pražské česky mluvící inteligence. Od roku 1835 soubor vedl Tyl.

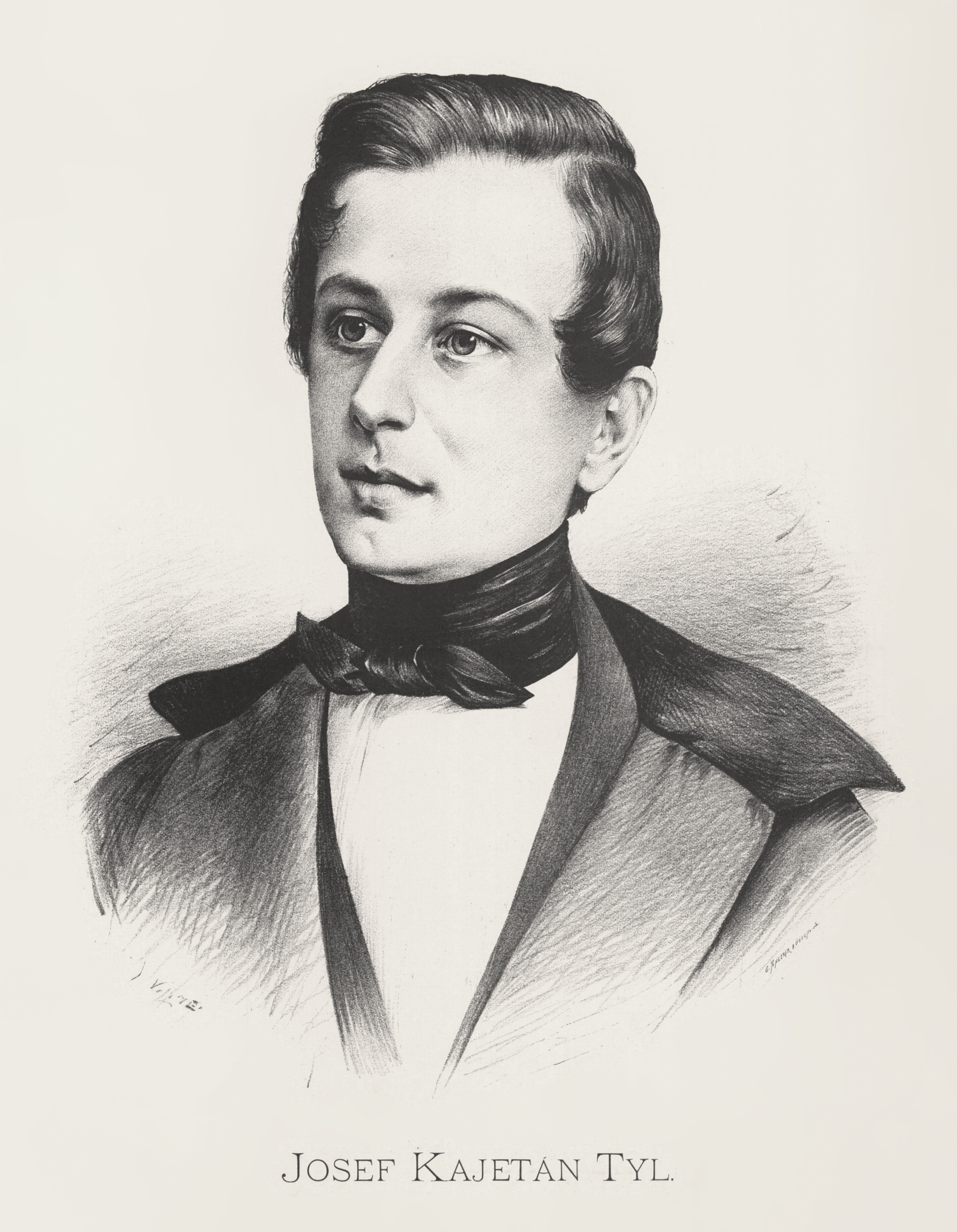
Josef Kajetán Tyl, jedna z ústředních hereckých a autorských osobností spolku

Herecky či jinak byli angažována celá řada současných či pozdějších osobností českého vlasteneckého života v různých literárních a uměleckých oborech Karek Slavoj Amerling, František Dittrich, Václav Filípek, František Hajniš, František Krumlovský, Karel Hynek Mácha, Karel Sabina, Alois Pravoslav Trojan, Boleslav Jablonský, Jan Miloslav Haněl, Josef Mikuláš Boleslavský, Jan Kaška či Karel Vladislav Zap. Někteří členové souboru u divadla nadále zůstali a věnovali se mu posléze profesionálně, např. Josef Šemerer-Stránský, Josef Jiří Kolár, Magdalena Forchheimová či Anna Forchheimová-Rajská.
Prvním uvedeným představením bylo 27. července 1834 jednoaktové představení Tři otcové najednou, od německého dramatika Augusta von Kotzebua. Pozváni byli např. František Palacký, František Ladislav Čelakovský či Václav Hanka. Během své čtyřleté existence se zde konalo 25 inscenací především domácích dramatiků (Václav Kliment Klicpera, J. K. Tyl, Jan Nepomuk Štěpánek ad.), ale také řada překladů světových dramatiků (William Shakespeare ad.)

### Zánik
Během roku 1837 pak klesala umělecká úroveň souboru, částečně odchodem řady významných hereckých osobností souboru (Boleslavský, Kolár...), částečně ekonomickými problémy. Posledním představením bylo drama Chytroušek od dramatika Cuna. Další činnost souboru ukončil v období Metternichova absolutismu úřední zákaz hrát divadlo česky.
J. K. Tyl získal díky činnosti souboru cenné zkušenosti, které následně využil při vedení českého souboru ve Stavovském divadle ve 40. letech 19. století a pozdější kočovné činnosti s divadelní společností Filipa Zöllnera.